# SV Muldental Wilkau-Haßlau
Der SV Muldental Wilkau-Haßlau ist ein deutscher Sportverein mit Sitz in der sächsischen Kleinstadt Wilkau-Haßlau im Landkreis Zwickau.

## Geschichte
Der Verein wurde spätestens 1914 als TSG Wilkau-Haßlau gegründet. Nach dem Zweiten Weltkrieg gab es dann erst als SG Wilkau-Haßlau und dann in Form des SV Muldental Wilkau-Haßlau eine Neugründung dieses Vereins. Spätestens 1954 wurde der Verein dann in die BSG Wismut Wilkau-Haßlau umgewandelt. Im Sommer 1963 wurde der Verein in TSG Muldental Wilkau-Haßlau umbenannt. Im Jahr 1979 nannte sich der Verein aber bereits wieder BSG Wismut Wilkau-Haßlau. Ab Sommer 1981 wurde der Verein dann in Fortschritt Wilkau-Haßlau umbenannt. Nach der Wende erhielt der Verein mit SV Muldental Wilkau-Haßlau, seinen jetzigen Namen, welchen er schon eine kurze Zeit lang nach dem Zweiten Weltkrieg trug.

### Eishockey
Zur Saison 1955/56 durfte die Eishockey-Mannschaft als Sieger des Bezirks Karl-Marx-Stadt, in der neu geschaffenen drittklassigen 2. Liga teilnehmen. Nach der Saison 1957/58 konnte dann der Aufstieg in die zweitklassige 1. Liga erreicht werden. In der Saison 1960/61 nahm die Mannschaft an der 1. Liga teil. Dort konnte sie jedoch kein einziges Spiel gewinnen und belegte abgeschlagen mit 0:18 Punkten in der 1. Vorrunde der Staffel 1 den letzten Platz. Im Abstiegsspiel zur 2. Liga, zog die Mannschaft gegen SC Einheit Dresden dann auch den kürzeren und hätte eigentlich absteigen müssen. Durch die Auflösung von mehreren Vereinen und Mannschaften, sowie dem Aufstieg von SC Turbine Erfurt, durfte der Verein dann doch noch in der Spielklasse verweilen. Nach der Saison 1961/62 belegte die Mannschaft dann nach der Vorrunde in ihrer Staffel den zweiten Platz, einen Aufsteiger in die Oberliga gab es nach dieser Spielzeit allerdings auch nicht. Zur nächsten Saison musste die Mannschaft dann allerdings eine Liga tiefer, in der neu eingeführten Gruppenliga spielen. Am Ende der Vorrunde in der Staffel 3, belegte die Mannschaft mit 2:6 Punkten den vierten Platz. Die darauf folgende Spielzeit endete dann sogar auf dem sechsten und damit letzten Platz der Staffel. Vor Beginn der nächsten Saison zog sich die Mannschaft dann schließlich zurück. Zur Saison 1965/66 fing die Mannschaft somit wieder neu in der Gruppenliga an. Was danach mit der Abteilung im Spielbetrieb passiert, ist nicht mehr bekannt. Heutzutage gibt es keine Eishockey-Abteilung mehr.

### Fußball

#### Gründung und Zweiter Weltkrieg
Nach bekannten Aufzeichnungen gab es schon im Jahr 1914 eine aktive Fußball-Abteilung im Verein. Ebenso erlangte der Arbeitersportverein Haßlau in der Saison 1934/35 den Sachsenmeistertitel. Zur Saison 1944/45 wurde die Fußball-Abteilung in die Gauliga Sachsen eingegliedert. Genauer dann dort in die Gruppe Westsachsen-Zwickau. Ausgespielt wurde die Meisterschaft bedingt durch den Zweiten Weltkrieg allerdings dann nicht mehr.

#### Teilnehmer an der DDR-Bezirksliga
Bereits in der Saison 1948/49 nahm der Verein an der Landesmeisterschaft Sachsen teil. Im Bezirk Westsachsen belegte die Mannschaft mit 18:26 Punkten den achten Platz und konnte sich damit nicht für die Landesklasse zur nächsten Saison qualifizieren. In der Saison 1954/55 nahm der Verein dann an der DDR-Bezirksliga Karl-Marx-Stadt teil und belegte dort am Ende der Spielzeit mit 18:26 Punkten den elften Platz, womit die Mannschaft wahrscheinlich absteigen musste. Zur Saison 1957 stieg die Mannschaft dann wieder in die Liga auf und konnte dann am Ende den achten Platz mit 23:29 Punkten für sich beanspruchen. Nach der nächsten Spielzeit im Jahr 1958, war dann aber erst einmal wieder bedingt durch den 14. Platz und 15:27 Punkten der Abstieg besiegelt. Erst zur Saison 1967/68 konnte die Mannschaft wieder in die Bezirksliga aufsteigen. Innerhalb der Staffel 2 belegte die Mannschaft dann mit 18:30 Punkten den zehnten Platz. Nach der Zusammenlegung der Staffeln musste der Verein dann aber trotzdem wieder absteigen.
Zur Saison 1979/80 stieg der Verein dann wieder auf, jedoch nach derselben Spielzeit mit 10:46 Punkten als letzter der Tabelle theoretisch direkt wieder ab. Da die Liga zur nächsten Saison aber wieder in zwei Staffeln aufgeteilt wurde, konnte der Verein die Klasse halten und wurde in die interne Staffel 1 eingegliedert. Nach der Saison 1980/81 belegte die Mannschaft dort mit 21:23 Punkten den sechsten Platz. Nach der nächsten Saison war durch den zehnten Platz mit 7:33 Punkten auch hier wieder Schluss. Ein letztes Mal nahm die Mannschaft dann in der Saison 1983/84 an der Bezirksliga teil. Nach dieser Saison belegte die Mannschaft mit 18:26 Punkten den neunten Platz. Da zur nächsten Saison die Staffeln ein weiteres Mal vereint wurden. Musste die Mannschaft somit endgültig absteigen.

#### 2000er Jahre bis heute
In der Saison 2002/03 spielte der Verein in der Bezirksklasse Chemnitz. Am Ende der Saison belegte die Mannschaft mit 36 Punkten den zehnten Platz. Aus dieser sollte die Mannschaft nach der Saison 2004/05 bedingt durch den 14. Platz mit nur 23 Punkten aber auch wieder absteigen. Zur nächsten Saison trat die Mannschaft dann aber in der Kreisliga A an. Dort belegte sie mit 35 Punkten den achten Platz. Nach der Saison 2015/16 konnte sich die Mannschaft über den zweiten Platz für die Relegation zum Aufstieg qualifizieren. In der darauf folgenden Saison spielte der Verein aber weiter in der Kreisliga. In der Saison 2020/21 gelang dann der Aufstieg in die höchste Spielklasse des Kreisverbandes Fußball Zwickau, in die Kreisoberliga.

### Schach
Im Juli 1971 gewann die Jugendmannschaft des Vereins in Chemnitz die Goldmedaille bei der IV. Kinder- und Jugendspartakiade des Bezirks. Im Jahr 1979 erreichte dann nochmal der Jugendspieler Knut Steffens, bei der DDR-Einzelmeisterschaft den fünften Platz.

## Ehemalige Sportler
- Gerhard Körner (Jugendfußballspieler)
- Dietmar Pohl (Fußballspieler)
- Udo Tautenhahn (Jugendfußballspieler)